# Ibex (gruppo musicale)
Gli Ibex sono stati un gruppo rock di Liverpool dalla breve vita ma noto per aver avuto tra i suoi membri la futura voce dei Queen Freddie Mercury, allora noto come Freddie Bulsara. Gli altri componenti furono Mike Bersin, alla chitarra, Mick Smith alla batteria e John 'Tupp' Taylor (in seguito manager di Jim Capaldi) al basso. Fondati nel 1969, ad ottobre dello stesso anno cambiavano nome in Wreckage per poi sciogliersi definitivamente a novembre.
Durante l'esibizione del 9 settembre 1969 al The Sink di Liverpool, avvenne il primo incontro tra Freddie e i futuri compagni nei Queen Roger Taylor e Brian May. Dopo gli Ibex, Mercury fece parte dei Sour Milk Sea e quindi si unì a Taylor e May negli Smile.
Nel box-set postumo del 2000 Freddie Mercury Solo Collection sono contenute una demo dei Wreckage intitolata Green e una versione live degli Ibex della cover dei Beatles Rain. Esistono altri live di Crossroads, Communication Breakdown, Jailhouse Rock e We're Going Wrong, ma non sono mai stati ufficialmente distribuiti.
Il gruppo si è riunito nel 2005 per esibirisi all'evento dell'Official Queen Fan Club con Harry Hamilton dei Flash Harry nel ruolo di cantante al posto di Mercury. Sono anche apparsi in appoggio ai Flash Harry nel loro concerto del 2006 alla Royal Albert Hall.